# YMCA Press
 (janvier 2024).
La mise en forme du texte ne suit pas les recommandations de Wikipédia : il faut le « wikifier ».
Les points d'amélioration suivants sont les cas les plus fréquents. Le détail des points à revoir est peut-être précisé sur la page de discussion.
- Les titres sont pré-formatés par le logiciel. Ils ne sont ni en capitales, ni en gras.
- Le texte ne doit pas être écrit en capitales (les noms de famille non plus), ni en gras, ni en italique, ni en « petit »…
- Le gras n'est utilisé que pour surligner le titre de l'article dans l'introduction, une seule fois.
- L'italique est rarement utilisé : mots en langue étrangère, titres d'œuvres, noms de bateaux, etc.
- Les citations ne sont pas en italique mais en corps de texte normal. Elles sont entourées par des guillemets français : « et ».
- Les listes à puces sont à éviter, des paragraphes rédigés étant largement préférés. Les tableaux sont à réserver à la présentation de données structurées (résultats, etc.).
- Les appels de note de bas de page (petits chiffres en exposant, introduits par l'outil «  Source ») sont à placer entre la fin de phrase et le point final[comme ça].
- Les liens internes (vers d'autres articles de Wikipédia) sont à choisir avec parcimonie. Créez des liens vers des articles approfondissant le sujet. Les termes génériques sans rapport avec le sujet sont à éviter, ainsi que les répétitions de liens vers un même terme.
- Les liens externes sont à placer uniquement dans une section « Liens externes », à la fin de l'article. Ces liens sont à choisir avec parcimonie suivant les règles définies. Si un lien sert de source à l'article, son insertion dans le texte est à faire par les notes de bas de page.
- La présentation des références doit suivre les conventions bibliographiques. Il est recommandé d'utiliser les modèles {{Ouvrage}}, {{Chapitre}}, {{Article}}, {{Lien web}} et/ou {{Bibliographie}}. Le mode d'édition visuel peut mettre en forme automatiquement les références.
- Insérer une infobox (cadre d'informations à droite) n'est pas obligatoire pour parachever la mise en page.

Pour une aide détaillée, merci de consulter Aide:Wikification.
Si vous pensez que ces points ont été résolus, vous pouvez retirer ce bandeau et améliorer la mise en forme d'un autre article.
YMCA-Press est une maison d'édition située à Paris, également connue sous le nom de Librairie des éditeurs réunis (librairie spécialisée dans la littérature russe, ukrainienne et slave) ou Centre culturel Alexandre Soljenitsyne (centre culturel consacré à la culture russe fidèle à l'esprit de l'émigration et de la dissidence),.
Elle a publié un grand nombre d'auteurs russes tout au long de son histoire, comme Alexandre Soljenitsyne, Mikhaïl Boulgakov, Anna Akhmatova, Marina Tsvetaïeva, Ivan Bounine ou Ossip Mandelstam.
Le YMCA s'était initialement installé en Russie en 1900 afin de proposer « des programmes éducatifs, religieux et philanthropiques » à travers des cours bibliques et la mise à disposition d'un nouveau gymnase. YMCA-Press s'installe à Paris en 1925. Depuis les années 60, le siège de la maison d'édition et de la librairie est situé au 11 rue de la Montagne-Sainte-Geneviève 75005 Paris.
Un centre culturel du nom d'Alexandre Soljenitsyne a été fondé en 2016 par YMCA-Press et la veuve de l'auteur. Il organise diverses expositions et conférences sur le patrimoine littéraire russe.

## Histoire

### Premières années
La fonction première de YMCA Press était de fournir des manuels et d'autres ouvrages (souvent sur des sujets religieux) aux prisonniers de guerre en Europe, parmi lesquels on sentait qu'il y avait une soif d'éducation.  L'arrivée massive d'émigrés russe en Europe occidentale après la Révolution russe a développé la demande pour la publication en langue russe, en particulier les ouvrages littéraires, techniques et scientifiques.

### Le virage vers l’orthodoxie et le management des émigrés russes
La maison d'édition s'installe à Paris en 1925, aidée par l'association YMCA pour le début de son activité, sous l'égide du penseur et philosophe russe Nicolas Berdiaev. Elle commence ainsi à se concentrer sur la publication d'ouvrages philosophiques et religieux, tout en imprimant les revues de l'Institut théologique orthodoxe Saint-Serge, Pravoslavnaia mysl (Voie orthodoxe) et de l'Académie philosophique spirituelle, Put ( La Chemin ) avec lesquelles elle est intimement liée. Cette dernière revue est devenue « une partie intégrante » de la maison d'édition et sa revue phare avec le temps, encore aujourd'hui publiée.  L'un des premiers livres publié était une anthologie de la religion russe contemporaine d'Aleksandr Semonovich Iashchenko (ru).  L'édition d'œuvres littéraires de premier plan, ainsi que les subventions accordées par sa société mère, lui ont permis de s'imposer comme la principale maison d'édition de langue russe en exil. Bon nombre d'ouvrages publiés par YMCA Press ont été eux-mêmes écrits par des exilés, ce qui a donné à YMCA-Press une « unicité » avec le milieu intellectuel auquel elle appartenait et se confondait. Une des raisons de ce succès est l'extraordinaire épanouissement et le profond renouveau des idées philosophiques et spirituelles dans l'émigration russe après 1917. Même si, à la suite de la révolution russe de 1917, YMCA-Press et ses auteurs furent à peine connus en Russie, elle fut essentielle à la préservation de la mémoire de l'émigration russe.
Durant ces premières années, YMCA-Press a publié : Vasilij Zenkovsky, Nicolas Troubetskoï, Constantin Motchoulski, Siméon Frank, Ivan Iline, Nicolas Lossky, le père Sergueï Boulgakov, Lev Karsavin, Gueorgy Fedotov ...
Avant la Seconde Guerre mondiale, YMCA-Press a publié également des écrivains russes exilés tels que Mark Aldanov, Nina Berberova, Ivan Bounine, Vladislav Khodassevitch, Dimitri Merejkovski, Alexeï Remizov, Mikhaïl Ossorguine, Boris Zaïtsev ...
Entre les années 1900 et 1940, YMCA Press était dirigée par Julius Hecker, Paul B. Anderson et Nicolas Berdiaev ; ils furent suivis, à la fin de la Seconde Guerre mondiale, par Donald Lowrie, Ivan Morozov et Nikita Struve. Ces deux derniers n’étaient pas américains ni exilés, mais nés en France de parents émigrés et ne partageaient plus tout à fait la même perspective et l’expérience que leurs prédécesseurs. Pour acter la sédentarisation de l'émigration, Paul Anderson a décidé transférer l'actionnariat de la maison d'édition entre les mains de l'Association chrétienne des étudiants russes, afin de sanctuariser son indépendance. Dès lors, YMCA-Press ne dépendait plus du tout de l'association YMCA américaine. 

### L'après-guerre et la dissidence soviétique

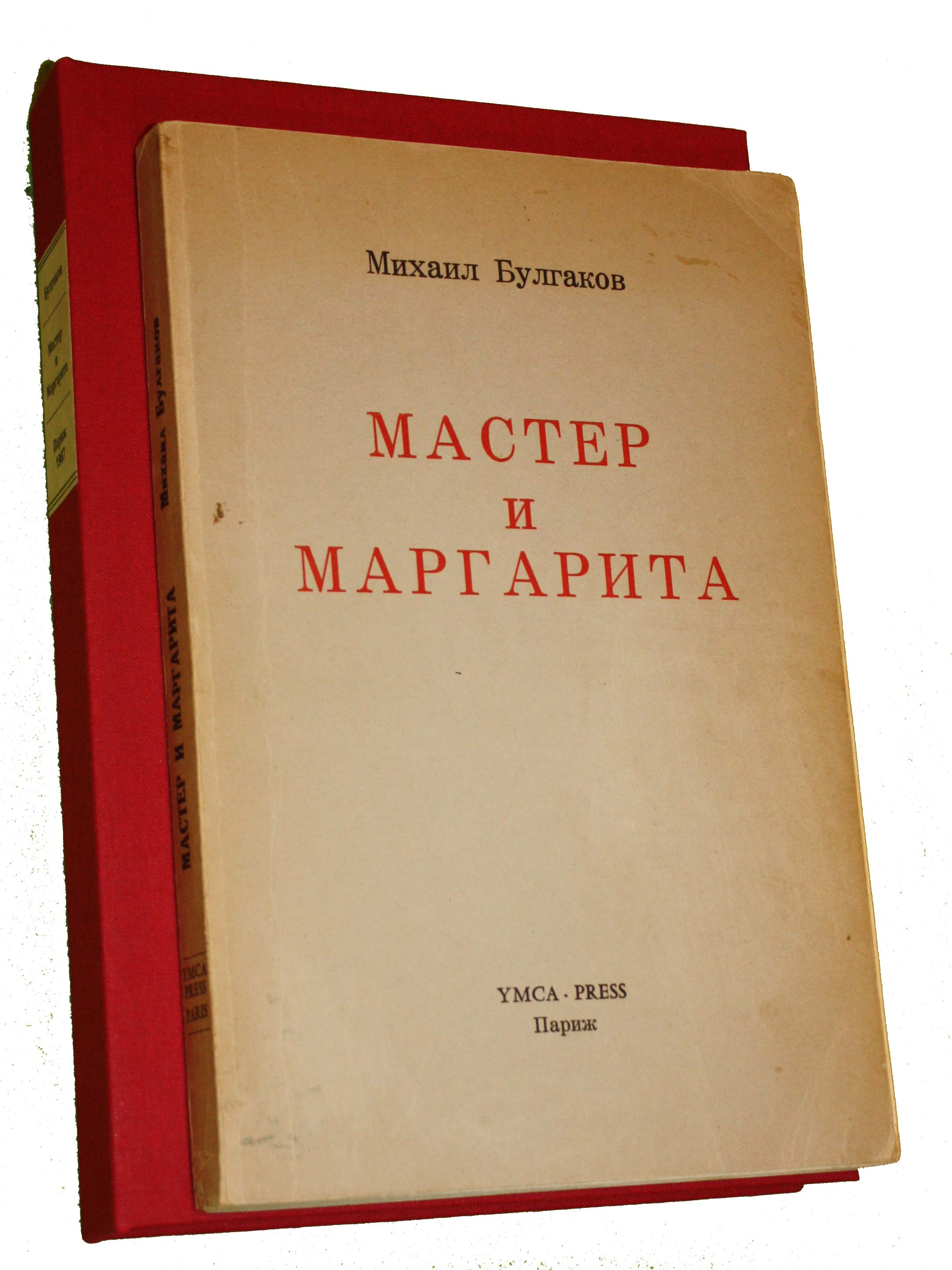
La première édition du Maître et Marguerite de Mikhaïl Boulgakov, YMCA-Press 1967.

YMCA-Press fonctionnait désormais avec « une base financière différente et avec une orientation plus ouvertement religieuse », fidèle à la tradition orthodoxe développée au sein de l'émigration russe. Dans les années 60, YMCA-Press publia les auteurs interdits par le régime ou persécutés en Union soviétique : Anna Akhmatova, Varlam Chalamov, Marina Tsvetaïeva, Ossip Mandelstam, Nadejda Mandelstam, Iouri Dombrovski, Andreï Platonov, Lydia Tchoukovskaïa.
Le célèbre Cœur de chien de Mikhaïl Boulgakov sera publié pour la première fois par YMCA-Press à Paris en 1969, ornementé d'une illustration de Georges Annenkov, artiste-peintre émigré en 1924 à Paris, qui réalisa également de nombreuses autres couvertures pour la maison d'édition. Le Maître et Marguerite, son roman le plus célèbre, sera pareillement publié par YMCA-Press en 1967, 20 ans avant sa publication en Union soviétique.

#### L'Archipel du Goulag
L'une des publications et l'un des faits d'armes les plus célèbres de YMCA-Press date de 1968. Il s'agit de la première version intégrale du Pavillon des cancéreux d'Alexandre Soljenitsyne, suivie en 1973 par la publication des trois volumes de L'Archipel du Goulag, pour laquelle a reçu une attention mondiale et qui se sont vendus à 50 000 exemplaires en quelques semaines de vente seulement.

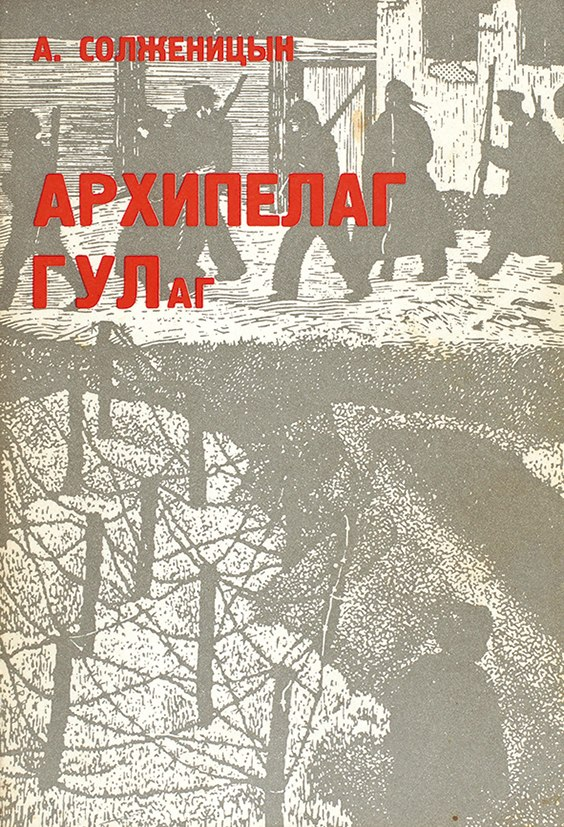
Couverture de la première édition de L'Archipel du Goulag publiée par YMCA-Press en 1973.

Quelques années auparavant, en 1971, Alexandre Soljenitsyne, alors derrière le rideau de fer, confiait déjà à la maison d'édition  l'édition de Août 14, la première partie de son ouvrage historique monumental La Roue rouge. Le manuscrit est envoyé dans le plus grand secret en Occident, grâce à une « Invisible », Assia Durova, employée de l'ambassade de France à Moscou. Le travail réalisé par la maison d'édition répond pleinement aux exigences de l'auteur, qui décide alors de confier à la maison d'édition un ouvrage encore plus important et secret, L'Archipel du Goulag. Dans la plus grande clandestinité, au sein l'imprimerie parisienne yiddish et de langues orientales de Serge Béresniak , le typographe Léonid Lifar, frère du danseur de ballet Serge Lifar, compose le premier volume de l'ouvrage,.
Fin 1973, un événement tragique précipite sa publication en urgence : une femme, Elisabeth Voronianskaïa, membre du réseau des « Invisibles » est arrêtée et torturée par le KGB. Elle leur révèle alors l'existence du manuscrit puis se suicide chez elle, rongée par le remords. YMCA-Press reçoit alors l'ordre d'Alexandre Soljenitsyne de publier l'œuvre immédiatement, ce qui est fait le 28 décembre 1973. L'impact est majeur, le retentissement est planétaire. La version russe du livre publiée par YMCA-Press est éditée à 50 000 exemplaires, un chiffre considérable pour une petite maison d'édition de l'émigration russe. Le tirage sera rapidement épuisé.
Les conséquences pour l'auteur ne se font pas attendre. Arrêté en février 1974, il est expulsé à Zurich où il rencontre pour la première fois son éditeur Nikita Struve. C'est là, en visitant les appartements du dictateur communiste, qu'il écrira les chapitres consacrés à Lénine dans La Roue rouge.
En 1975, Soljenitsyne visite le siège parisien de la maison d'édition, où il rencontre l'équipe qui a œuvré pour la publication de son livre. Il remercie notamment Anderson pour « tout ce qu'il avait fait pour la culture russe ».  Le lauréat du prix Nobel a décrit dans ses mémoires la maison d'édition YMCA-Press comme profondément « altruiste ». 

#### Années post-Archipel
Les années d’exil forcé en Occident furent des années fructueuses de collaboration entre Soljenitsyne et les éditions YMCA-Press. Soljenitsyne non seulement y publie ses nouveaux livres, mais il dirige également depuis le Vermont, où il s'installe, deux collections de livres :
- ИНРИ (Исследования новейшей русской исчтории) qui propose des ouvrages inédits sur l'histoire russe contemporaine.
- ВМБ (Всероссийская мемуарная библиотека) qui comprend des mémoires inédits sur la période de la Révolution russe et de la Russie soviétique[3].

### Années post-soviétiques
Dans les années 1990, à la suite de la chute du rideau de fer, l'activité éditoriale de YMCA-Press ralentit. Commence alors une période de transmission à la Russie nouvellement ouverte du patrimoine culturel immense de l'émigration russe.
En 1990, une première exposition de l'édition YMCA-Press a eu lieu à Moscou, à la Bibliothèque de littérature étrangère. Les Moscovites peuvent découvrir l'histoire de la maison d'édition et même en acquérir ses livres, livrés depuis Paris. Cette exposition sera ensuite présentée à Kiev et à Saint-Pétersbourg et dans de nombreuses villes d'ex-Union soviétique, où elle rencontre un succès retentissant.
Pendant dix ans, grâce à l'aide de généreux donateurs et de l'Ambassade de France à Moscou, YMCA-Press sillonnera la Russie et dotera une centaine de villes de la collection complète de ses éditions, organisant également des conférences et des rencontres avec la population ex-soviétique longtemps privée de ce patrimoine littéraire russe par la censure.
En 1991, la maison d'édition Russkiy Put' a été fondée par YMCA-Press à Moscou, tout d'abord comme simple filiale russe, puis comme société indépendante pour reprendre un travail d'édition et de promotion du patrimoine littéraire historique de la Russie, comme pour symboliser la fin de la parenthèse soviétique d'exil et de censure,.
En 1995, la « Maison des Russes à l'étranger » a été fondée par Nikita Struve et Alexandre Soljenitsyne pour préserver et promouvoir les archives de l'histoire de la diaspora et de l'émigration russe. Elle est située dans le quartier Taganski à Moscou.

## Aujourd'hui
YMCA-Press est toujours active à Paris, elle fait désormais office de pont entre les cultures russe et française et souhaite promouvoir une certaine approche de la culture russe fidèle à l'héritage de l'émigration. Les événements récents en Russie ont toutefois renouvelé la nécessité d'une maison d'édition indépendante pour la dissidence russe. Pour cela, un centre culturel du nom d'Alexandre Soljenitsyne a été créé, il est situé au deuxième étage du siège parisien. La librairie fonctionne toujours au cœur du Quartier latin et accueille de nombreux étudiants et spécialistes de la littérature russe chaque lundi pour des conférences à ce sujet.
La maison d'édition, longtemps en berne après la chute de l'Union soviétique, publie à nouveau.
Depuis 2016 et la relance de ses activités d'édition par Nikita Struve, Mélanie Struve, Victor Moskvin et Natalya Soljenitsyna, YMCA-Press a publié :
- Les Douze - Alexandre Blok, traduit et préfacé par Georges Nivat, 2016, co-édité avec Russkyi Put'[23].
- La Vie de Tourgueniev - Boris Zaïtsev, traduit par Anne Kichilov, préface de Tatiana Victoroff, 2018[24].
- Études & Miniatures - Alexandre Soljenitsyne, préface de Georges Nivat, 2019[25].
- Anthologie de la poésie russe du début du XXIe siècle, préface de Tatiana Victoroff, 2020[26].
- Poèmes de Iouri Jivago - Boris Pasternak, traduit par Hélène Péras, préface d'Hélène Henry, 2020[27].
- Vivre pleinement - Ivan Bounine, 2020[28].
- Anthologie de la poésie russe - XIXe siècle par Nikita Struve, réimpression en 2021[29].
- Anthologie de la poésie russe, la renaissance du XXe siècle, de Nikita Struve, réimpression en 2021 [30]
- Cinq Essais sur Pouchkine - Siméon Frank, traduction d'Anne Kichilov, avertissement de Georges Nivat, postface du père Ignace Krekchine, dossier critique de Jean-Louis Backès et Olga Sedakova, 2021 [31]
- Dostoïevski et la logique - Jean-Louis Backès, préface de Michel Eltchaninoff, 2021 [32]
- La Fuite - Pièces et nouvelles de Mikhaïl Boulgakov, traduction de Laure Troubetzkoy, 2023.